# Фитотоксикология
Фитотоксикология (токсикология ядовитых растений) — раздел токсикологии, наука о фитотоксинах, изучает причины, механизмы, клинику, диагностику, лечение и морфологические проявления отравлений растительными ядами. Изучает влияние растительных ядов на людей, животных и растительность. Имеет прикладное значение для сельского хозяйства (животноводство, птицеводство, пчеловодство и др.), ветеринарии, медицины, фармации и тесно связана с другими науками (ботаника, зоология, физиология, эпизоотология, ветеринарно-санитарная экспертиза).
Отравления растениями классифицируются как небактериальные пищевые отравления согласно судебно-медицинской практике. Ядовитые растения представляют собой разнородную группу, объединённую наличием веществ, токсичных для человека и животных. В России, где флора насчитывает свыше 30 000 видов высших растений и до 80 000 видов низших, менее 1000 видов (менее 3 % высших растений) классифицируются как ядовитые, преимущественно из числа покрытосеменных. Изучение этих растений имеет критическое значение для профилактики и лечения отравлений, понимания эволюционных механизмов (в частности, роли токсичности в борьбе за существование) и разработки новых лекарственных препаратов на основе биологически активных веществ, содержащихся в этих растениях.
Фитотоксикология имеет значение в сельском хозяйстве, где отравления животных ядовитыми растениями приводят к значительным экономическим потерям, обусловленным гибелью скота, снижением продуктивности (мясо, молоко, шерсть, рабочая энергия), репродуктивными нарушениями (аборты, яловость), затратами на лечение и уход. Массовые отравления, зафиксированные в XX веке, демонстрируют масштаб проблемы: гибель более 400 голов КРС от веха (Пермь, 1930 г.), тысячи заболевших лошадей от пикульников (1910—1912 гг.), отравления свиней гречихой, а также случаи массовой гибели гусят и поросят от дурнишника (Краснодарский край, Ростовская область, 1957 г., 1960 г.). Кроме прямых потерь, отравления снижают устойчивость животных к инфекциям, ухудшают качество продукции (молоко, шерсть, мед) и могут приводить к ошибкам в диагностике, влекущим за собой неэффективные карантинные меры. Например, в 1940 г. отравление лошадей хвощом было ошибочно принято за инфекционный энцефаломиелит. Засорение шерсти растительными примесями также наносит ущерб, достигая, например, более 40 % недоброкачественной шерсти в некоторых районах в 1939 г.
Фитотоксикология имеет прикладное значение не только в медицине и биологической борьбе с вредителями, но и в фундаментальных исследованиях. Токсические вещества растений могут служить инструментами для изучения процессов жизнедеятельности, а хемотаксономическая токсикоспецифичность открывает новые возможности для уточнения систематики видов на основе особенностей их вторичного метаболизма.

## История
Первые задокументированные случаи отравления растительными ядами в России относятся к XVI веку, примером служит заключение врача Бомелиуса о смерти жены Ивана Грозного в 1571 году. Хотя упоминания об ответственности за подобные деяния встречаются уже в Уставе князя Владимира (X—XI вв.), судебно-медицинские исследования отравлений растительными токсинами получили более широкое распространение в XVII веке.
Основы судебно-медицинского изучения ядов, включая растительные, заложил французский учёный М. Ж. Орфила в своих «Лекциях по судебной медицине» (1821—1823 гг.). В России фундаментальный труд по судебной токсикологии, «Правила для руководства судебного врача при исследовании отравлений…», был опубликован А. П. Нелюбиным в 1824 году и долгое время служил практическим руководством для отечественных судебных медиков.
А. Т. Болотов (1738—1833) внес существенный вклад в зарождение отечественной фитотоксикологии. В период с 1780 по 1789 гг. в журнале «Экономический магазин» он опубликовал «Руководство по познанию лекарственных трав» — первый российский труд, систематизировавший знания о лекарственных и ядовитых растениях. Из 1412 статей Болотова по медицине, около половины были посвящены фармакологии, токсикологии и косметическому применению растений. Его публикации, несмотря на ограниченность научных методов XVIII века, сыграли важную роль в просвещении населения и развитии медицинских знаний в России.
Иван Михайлович Поляков (1908—1976), академик ВАСХНИЛ, внес значительный вклад в развитие фитотоксикологии, особенно в области химической иммунизации растений. В течение 40 лет (1935—1976) он возглавлял лабораторию фитотоксикологии Всесоюзного научно-исследовательского института защиты растений (ВИЗР). Его исследования, проведенные в 1940—1960-х годах, показали, что различные классы фунгицидов, проникая в растения, могут индуцировать иммунитет к возбудителям болезней, изменяя метаболические процессы. Эта работа, обобщенная в его докторской диссертации (1962 г.), предвосхитила современные исследования индуцированного иммунитета растений и заложила основу для разработки новых стратегий защиты растений. Под его руководством ВИЗР проводил масштабные исследования по биологическим методам защиты растений, результатом которых стало создание первого отечественного биопрепарата энтобактерина. Более 200 научных публикаций Полякова получили широкое признание в СССР и за рубежом.
В развитии фитотоксикологии значительную роль сыграл И. А. Гусынин (1899—1971). Им описано свыше 800 ядовитых растений, издана монография «Токсикология ядовитых растений» (1969).

## Методология изучения фитотоксичности
Фитотоксикология использует комплекс методов для определения токсичных веществ растительного происхождения. Методы включают качественный и количественный анализ.
Качественные методы фитотоксикологического анализа позволяют идентифицировать различные группы токсичных веществ, такие как алкалоиды (реакции с танином, реактивом Бушарда, висмутовой бумагой), синильная кислота (проба с пикриновой бумагой), сердечные гликозиды (реакции Либермана-Бурхарда, Балье, Келлер-Килиани), а также обнаружить головневые грибы и спорынью по характерным морфологическим признакам или изменению цвета экстрактов.
Количественное определение фитотоксинов, например, алкалоидов (в красавке) и антраценпроизводных (в жостере), включает экстракцию, очистку и последующее измерение содержания целевого вещества титриметрическим или спектрофотометрическим методом. Результаты выражают в пересчете на стандартное вещество (гиосциамин, франгулин А).
Фитотоксикологическая лаборатория оснащается оборудованием как общего назначения, так и специализированным, включая микроскопическое, хроматографическое (ВЭТСХ, УЭЖХ, препаративная хроматография), оборудование для подготовки проб (твердофазная экстракция, ротационные испарители), лиофильной сушки, культивирования микроорганизмов (биореакторы) и поддержания контролируемых условий (климатические камеры).

## Токсикологическая классификация ядовитых растительных организмов
Ядовитые растения классифицируются по составу и действию содержащихся в них биологически активных веществ. Различают безусловно ядовитые растения (включая особо ядовитые) и условно ядовитые, токсичность которых проявляется только в определённых условиях: специфическом химическом составе почвы (например, накопление селена астрагалами), воздействии микроорганизмов (например, заражение плевела опьяняющего грибком Stromatinia temulenta) или неправильном хранении (например, накопление соланина в позеленевших клубнях картофеля).
Ядовитыми растениями считаются виды, продуцирующие фитотоксины — вещества, способные вызывать патологические изменения в организме человека и животных, вплоть до летального исхода, даже при воздействии в малых дозах.
Единой общепринятой классификации ядовитых растений нет.
1. Наиболее простой является ботаническая классификация по семействам (крестоцветные, пасленовые, лилейные и т. д.).
2. Клиническая классификация по Гусынину. Она основана на влиянии растений на те или иные системы организма животного.
3. По химической природе действующих веще (алкалоиды, гликозиды, гликоалкалоиды, эфирные масла, смолистые вещества и т. д.).
4. По действующим началам и характеру действия их на те или иные органы и системы. (Классификация смешанного типа).

Высокая концентрация ядовитых организмов в южных широтах, как в засушливых регионах, так и во влажных тропиках, обусловлена интенсивной конкуренцией за ресурсы. В тропиках, благодаря высокой биологической активности флоры, вызванной воздействием насекомых и грибов, токсическая защита выступает важным механизмом регуляции популяций растений и животных.

## Охрана и рациональное использование ядовитых растений
Ядовитые растения, несмотря на потенциальную опасность, обладают ценными свойствами, играют важную роль в экосистемах и требуют охраны, рационального использования и культивирования, что обусловлено сокращением их природных популяций и растущим спросом на производимые ими вещества.